# Rampura (Uttar Pradesh)
Rampura è una suddivisione dell'India, classificata come nagar panchayat, di 10.614 abitanti, situata nel distretto di Jalaun, nello stato federato dell'Uttar Pradesh. In base al numero di abitanti la città rientra nella classe IV (da 10.000 a 19.999 persone).

## Geografia fisica
La città è situata a 26° 20' 7 N e 79° 21' 49 E e ha un'altitudine di 135 m s.l.m..

## Società

### Evoluzione demografica
Al censimento del 2001 la popolazione di Rampura assommava a 10.614 persone, delle quali 5.736 maschi e 4.878 femmine. I bambini di età inferiore o uguale ai sei anni assommavano a 1.796, dei quali 928 maschi e 868 femmine. Infine, coloro che erano in grado di saper almeno leggere e scrivere erano 6.056, dei quali 3.885 maschi e 2.171 femmine.